# Вооружённые силы Ирака
Вооружённые силы Ирака (араб. القوات المسلحة العراقية‎) — военная организация Ирака, предназначенная для защиты свободы, независимости и территориальной целостности государства.
В состав вооружённых сил Республики Ирак входят органы управления и 4 вида ВС:
- Сухопутные войска
- Военно-морской флот
- Военно-воздушные силы
- Силы специальных операций

## Общие сведения
| Вооружённые силы Ирака                                          | Вооружённые силы Ирака |
| --------------------------------------------------------------- | --- |
| Призывной возраст и порядок комплектования:                     | Вооружённые силы Ирака комплектуются на призывной основе: призыву подлежат лица мужского пола в возрасте от 18 до 40 лет. |
| Человеческие ресурсы, доступные для воинской службы:            | мужчины в возрасте 16—49: 7 767 329 женщины в возрасте 16—49: 7 461 766 (2010, оценочно)                                  |
| Человеческие ресурсы, пригодные для воинской службы:            | мужчины в возрасте 16—49: 6 591 185 женщины в возрасте 16—49: 6 421 717 (2010, оценочно)                                  |
| Человеческие ресурсы, ежегодно достигающие призывного возраста: | мужчины: 332 194 женщины: 322 010 (2010 оценочно)                                                                         |
| Военные расходы — процент от ВВП:                               | 8,6 % (на 2006 год) 5 место в мире                                                                                        |

## История

### 1921—1979
Формирование вооружённых сил Ирака началось после образования королевства Ирак.
Армейские формирования принимали участие в военном перевороте 1 апреля 1941 года, в результате которого к власти пришёл премьер-министр Рашид Али аль-Гайлани, имевший антибританские настроения и ориентировавшийся на сближение с нацистской Германией.
В мае 1941 года британские войска осуществили военную операцию, в результате которой должность премьер-министра занял Джамиль аль-Мидфаи.
Армейские формирования участвовали в революции 14 июля 1958 года, в результате которой король Фейсал II был смещён, а в Ираке была установлена республика.

### 1979—2003
16 июля 1979 года к власти в стране пришёл Саддам Хусейн
29 декабря 1979 года США объявили Ирак «страной-спонсором терроризма» и ввели эмбарго на поставки вооружения в Ирак. Тем не менее, в ходе ирано-иракской войны (1980—1988) Ираку удалось закупать вооружение и военную технику (прежде всего, в СССР). США же Ираку, которого они назвали "спонсором терроризма", и нарушив своё же эмбарго, предоставили военную помощь на сумму 250 миллионов долларов. Ирак получил около 100 американских самолётов и вертолётов с большим количеством боеприпасов, ему предоставлялись разведывательные данные с американских радаров и спутников.
В августе 1981 года военнослужащие-спортсмены Ирака приняли участие в 5-й спартакиаде СКДА в Венгрии (в дальнейшем, сотрудничество в сфере военного спорта продолжилось).
2-4 августа 1990 Ирак оккупировал Кувейт. Вслед за этим США, Великобритания и Франция арестовали иракские счета в своих банках и ввели эмбарго на поставки оружия Ираку. Ирак оказался в международной изоляции.
17 января 1991 началась война в Персидском заливе, которая завершилась поражением иракской армии и освобождением Кувейта, имела тяжёлые последствия для состояния вооружённых сил и экономики страны.
Состав Военно-морских сил Ирака — к началу войны в Заливе. Иракские ВМС насчитывали 5000 человек и имели в своём составе:
учебный 1 фрегат Ibn Marjid (борт. номер 507) югославской постройки;
1 малый противолодочный корабль проекта 1241.2ПЭ советской постройки; 
9 патрульных кораблей «РВ-90» югославской постройки;
15 ракетных катеров (9 иракских + 6 захваченных в Кувейте):
1 большой ракетный катер проекта 1241РЭ советской постройки;
8 ракетных катеров проекта 205, советской постройки;
5 ракетных катеров типа TNC-45 немецкой постройки (захвачены в Кувейте);
1 ракетный катер типа FPB-57 немецкой постройки (захвачен в Кувейте);
6 торпедных катеров проекта 183 советской постройки;
3 пограничных сторожевых катера проекта 02065 «Вихрь-III» советской постройки;
5 единиц пограничных сторожевых катеров проекта 1400 «Гриф»;
6 речных патрульных катеров типа «ПЧ 15» югославской постройки;
Минно-тральные силы имели в своём составе:
— 2 морских тральщика проекта 254К советской постройки;
— 3 рейдовых тральщика проекта 1258 советской постройки;
— 4 рейдовых тральщика проекта 255К советской постройки (?);
— 3 речных минных тральщика «MS 25» типа Nestin югославской постройки.
Десантно-высадочные средства:
— 3 танкодесантных корабля типа «Аль Захра» (Al-Zahra) финской постройки; 
— 3 СДК проекта 773 польской постройки;
— 6 десантных катеров на воздушной подушке типа SR.№ 6 английской постройки.
Большое количество (около 100) моторных катеров и лодок.
В составе вспомогательных сил числилось спасательное судно «Aka» типа «Спасилац», которое можно было использовать как корабль снабжения, югославской постройки.
Береговые части:
— 2 бригады морской пехоты (в составе республиканской гвардии);
— 3 батареи противокорабельных ракет HY-2 Silkworm;
В 1996 году группа дезертировавших офицеров иракской армии под руководством бывшего бригадного генерала Наджиб аль-Салихи сформировала движение свободных офицеров и граждан.

### После 2003 года
После вторжения в Ирак и свержения правительства Саддама Хуссейна, в апреле 2003 года (ещё до официального завершения военной операции в Ираке) командование коалиционных сил начало создание первых полицейских подразделений: 12 апреля 2003 командование коалиции обратилось с призывом к сотрудникам иракской полиции «принять участие в восстановлении порядка в Багдаде», 14 апреля 2003 года в Багдаде появились первые совместные патрули из иракских полицейских и солдат США; в это же время британские войска начали работу по созданию полиции в Басре.
Тем не менее, 23 мая 2003 года командование коалиционных сил объявило о роспуске вооружённых сил Ирака и расформировании министерства обороны Ирака.
25 июня 2003 под руководством американской компании «Vinnell Corporation» началась подготовка первых девяти пехотных батальонов для «Новой Армии Ирака».
3 сентября 2003 командование коалиционных сил объявило о создании «гражданских сил обороны» (ICDC).
26 декабря 2003 было принято решение о создании сил специальных операций. По состоянию на ноябрь 2005 года, силы специальных операций Ирака (ISOF) состояли из одной бригады численностью около 1400 "«подготовленных инструкторами сил специального назначения США и Иордании. В состав бригады входили четыре батальона — „антитеррористический“, батальон „коммандос“, батальон обеспечения специальных операций и учебно-тренировочный батальон). По состоянию на декабрь 2008 года, силы специального назначения Ирака насчитывали 4 „региональные базы“ и 9 батальонов (не менее 4564 военнослужащих).
22 февраля 2004 года в соответствии с приказом № 61 оккупационной администрации (Coalition Provisional Authority Order 61) было создано министерство обороны Ирака. 22 апреля 2004 года здания, техника, вооружение и личный состав ICDC были переданы в распоряжение министерства обороны Ирака. Создание новых вооружённых сил Ирака командование коалиционных сил и оккупационная администрация Ирака предполагали завершить до конца 2011 года.
14 августа 2004 года Североатлантический совет НАТО начал операцию „NATO Training Mission — Iraq“: в страну были направлены инструкторы и военные советники для обучения и военной подготовки сил безопасности Ирака.
- 27 сентября 2005 года в Багдаде, на военной базе „Camp Rustamiyah“ был открыт колледж Joint Staff College для обучения военнослужащих иракской армии; также был открыт учебный центр „Training, Education, and Doctrine Center“[12]

Кроме того, в 2005 году были созданы иррегулярные вооружённые формирования „Сыны Ирака“, которые представляли собой отряды бывших боевиков (в основном, суннитов), перешедших на сторону нового правительства Ирака. С момента создания первых отрядов до июля 2010 года общее количество лиц, служивших и продолжающих служить в этих отрядах составляло около 94 тыс. человек, каждый участник этих формирований получал от США плату в размере 300 долларов в месяц.
Первым нормативно-правовым документом, в котором был зафиксирован статус вооружённых сил Ирака, стала принятая 15 октября 2005 года конституция Ирака. Конституция устанавливала, что вооружённые силы Ирака комплектуются из граждан Ирака вне зависимости от их вероисповедания и предназначены „для защиты от внешней агрессии и внутренней реакции“. Кроме того, конституция устанавливала прямой запрет на использование вооружёнными силами ядерного, химического, бактериологического и любого иного оружия массового поражения.
По состоянию на 1 января 2007 года, вооружённые силы Ирака включали в себя:
- органы военного управления[11]
  - министерство обороны Ирака[11]
  - объединённый штаб[11]
- сухопутные войска (133 тыс. человек — 9 пехотных и 1 механизированная дивизия; 7 батальонов охраны и обслуживания министерства обороны, 1 батальон охраны военных и государственных объектов, 17 отдельных батальонов охраны нефтепроводов, 1 учебный батальон)[11]
- военно-воздушные силы (1 тыс. человек, 34 самолёта и 26 вертолётов)[11]
- военно-морские силы (1 тыс. человек — управление, 1 батальон морской пехоты, тыловые структуры, 5 катеров „Predator“ и 34 моторные лодки)[11]
- силы специальных операций (1 бригада сил специальных операций)[11]

После начала наступления боевиков ИГИЛ на севере Ирака 5 июня 2014 года, правительственные силы Ирака были деморализованы и понесли значительные потери в личном составе (не считая потерь убитыми и ранеными, к 13 июня 2014 года дезертировало свыше 90 тыс. солдат), технике и вооружении

## Закупки вооружений

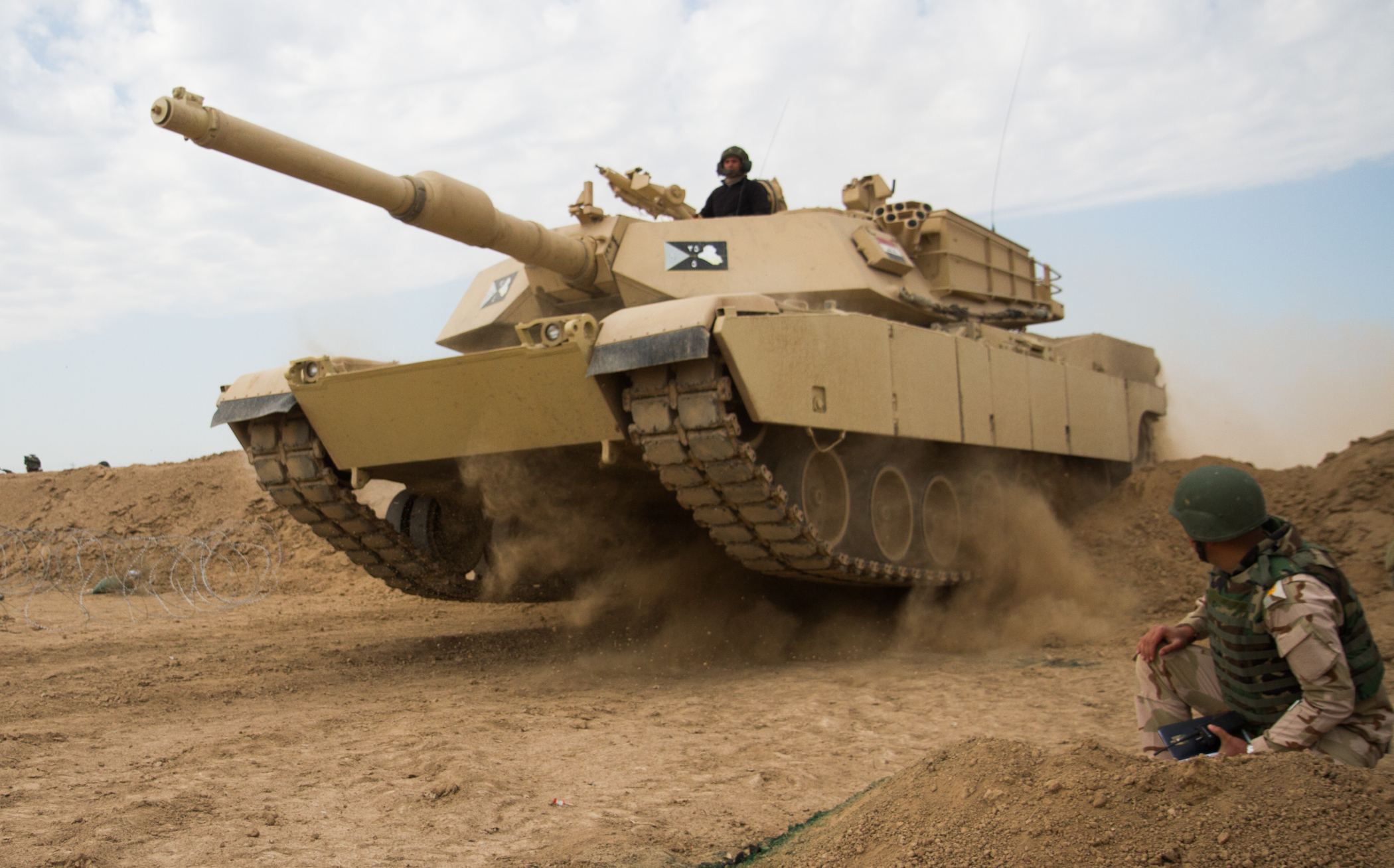
Танк иракской армии преодолевает препятствие, в то время как солдат иракской армии из 72-й бригады 15-й дивизии иракской армии наблюдает за лагерем Таджи, 2015 год

Правительство Ирака намерено купить в Восточной Европе до 2000 танков Т-72 стоимостью около 6 млрд долл. Планируется, что основными поставщиками боевой техники станут Чехия, Польша, Украина и Словакия, которые планируют перевооружить свои армии по стандартам НАТО. Танки планируется значительно модернизировать на заводах компании Defense Solutions (США). В частности, оснастить современной электроникой, приборами ночного видения и новыми системами связи. Так в 2006 году из Венгрии были получены 77 танков Т-72, которые прошли модернизацию в США; 4 БРЭМ, 36 БМП и 100 грузовиков.
11 декабря 2009 года Украина заключила контракт на поставку шести военно-транспортных самолётов Ан-32 для министерства обороны Ирака, первый Ан-32Б (бортовой номер YI-403) был передан Ираку 18 ноября 2011 года, второй Ан-32Б (бортовой номер YI-404) был поставлен 27 декабря 2011, третий — 13 апреля 2012.
12 декабря 2013 года южнокорейская корпорация «Korea Aerospace Industries» подписала контракт на поставку Ираку 24 учебно-боевых самолётов T-50IQ. Стоимость контракта составила 1,1 млрд долл. Поставки самолётов должны быть начаты в апреле 2016 года и осуществлены в течение 12 месяцев.
В сентябре 2009 года был заключён контракт на проектирование и постройку в США для ВМС Ирака девяти патрульных кораблей проекта 35PB1208E-1455 общей стоимостью 181 млн долларов, позднее количество кораблей было увеличено до пятнадцати. Первый корабль был получен 24 сентября 2010, второй — 22 декабря 2010.
В августе 2011 года был заключён контракт на поставку из США 18 истребителей F-16IQ, в конце 2011 года было заказано ещё 18 истребителей F-16IQ, а также 24 авиадвигателя, ракеты и авиабомбы для них.
В феврале 2012 года компания «BAE Systems» и «Anniston Army Depot» получили контракт на 31 млн долларов на модернизацию 440 бронетранспортёров M113A2 для иракской армии.

### Иностранная военная помощь
С момента создания в 2003 году, правительственная армия Ирака получает помощь со стороны США, других стран НАТО и их союзников.
- после того, как осенью 2004 года США обратились к странам-союзникам с призывом оказать помощь оружием Ираку, в январе 2005 года Эстония передала Ираку 2400 автоматов Калашникова (AK); Румыния — 6000 AK, 500 миномётов, 300 ружей и 100 гранатомётов, а Дания пообещала подарить 104 пистолета[27] (помимо пистолетов, Дания передала Ираку радиостанции, бинокли и снаряжение[19]).
- в июле 2005 года Латвия бесплатно передала Ираку оружие на сумму 600 тыс. долларов США (десять советских 120-мм миномётов, 500 автоматов, 500 гранат, 100 ручных гранатомётов и 40 пулемётов)[28].
- 5 декабря 2005 года был подписан контракт о передаче на бесплатной основе иракской армии военной техники, вооружения и имущества украинского миротворческого контингента в Ираке. В соответствии с ним, иракские военные получили 13 БРДМ-2, 4 единицы иной бронетанковой техники, 56 автомобилей различных марок, 526 шт. стрелкового оружия (гранатомёты РПГ-7, автоматы, пулемёты и пистолеты), 225 комплектов средств связи, 176 комплектов инженерной техники, свыше 1,5 млн боеприпасов и иное имущество. В дальнейшем, армии Ирака было предусмотрено передать свыше 2400 комплектов приборов и имущества к ракетно-артиллерийскому вооружению, около 200 наименований запасных частей к бронетанковой и 729 наименований автомобильной техники, 2100 комплектов средств радиационной и бактериологической защиты, 8600 комплектов вещевого имущества и др.[29]
- Словения подарила Ираку 17 тыс. автоматов Калашникова и 10 000 касок[19].

США
- 13 марта 2008 года США передали армии Ирака первую партию из 45 бронированных автомашин HMMWV[30].
- в декабре 2008 года было подписано соглашение о поставке из США в Ирак партии оружия стоимостью 6 млрд долларов: 140 танков M1A1M, 400 бронемашин «страйкер», 8 бронированных ремонтно-эвакуационных машин M88A2, 64 бронированных автомашин M1151A1B1 «Humvee», а также стрелковое оружие, 26 вертолётов Bell 407, 20 учебно-тренировочных самолётов T-6A Texan и 36 — AT-6B Texan II[31].
  - в январе 2009 года из США была получена партия из нескольких сотен внедорожников Humvee (всего, до июля 2009 года в рамках программы перевооружения армии и полиции Ирака запланировано поставить в Ирак около 8500 HMMWV общей стоимостью около 200 млн долларов)[32].
  - первые три вертолёта Bell 407 были получены в феврале 2009 года[33].
  - в 2010 году были получены первые 16 машин M88A2, в конце 2012 года был заключён контракт на поставку ещё 8 машин[34].
  - все 140 танков «Абрамс» были получены до конца 2011 года[35].
- в декабре 2012 года США передали военно-морским силам Ирака два патрульных корабля типа «Al Basrah» (OSV 401 «Al Basrah» и OSV 402 «Al Fayhaa»)[36].
- в декабре 2013 года США передали Ираку беспилотные летательные аппараты «Scan Eagle» и ракеты «Hellfire»[37].